# Puntate di Wolf Hall
Le sei puntate della miniserie televisiva Wolf Hall sono andate in onda sul canale britannico BBC Two dal 21 gennaio al 25 febbraio 2015.
In Italia la miniserie è inedita.
| nº | Titolo originale   | Titolo italiano | Prima TV UK      | Prima TV Italia |
| -- | ------------------ | --------------- | ---------------- | --------------- |
| 1  | Three Card Trick   |                 | 21 gennaio 2015  |                 |
| 2  | Entirely Beloved   |                 | 28 gennaio 2015  |                 |
| 3  | Anna Regina        |                 | 4 febbraio 2015  |                 |
| 4  | The Devil's Spit   |                 | 11 febbraio 2015 |                 |
| 5  | Crows              |                 | 18 febbraio 2015 |                 |
| 6  | Master of Phantoms |                 | 25 febbraio 2015 |                 |

## Three Card Trick
- Titolo originale: Three Card Trick
- Diretta da: Peter Kosminsky
- Scritta da: Peter Straughan

### Trama
- Altri interpreti: Richard Dillane (Charles Brandon, duca di Suffolk), Robert Wilfort (George Cavendish), David Robb (Sir Tommaso Bolena), Natasha Little (Liz Cromwell), Emilia Jones (Anne Cromwell), Athena Droutis (Grace Cromwell), Joss Porter (Richard Cromwell), Max Fowler (Mark Smeaton), Enzo Cilenti (Antonio Bonvisi), Jonathan McGuinness (Piccolo Bilney), Jonathan Aris (James Bainham), Mary Jo Randle (Mercy Pryor), Christopher Fairbank (Walter Cromwell), Samuel Bottomley (Thomas Cromwell da giovane), Kate Phillips (Jane Seymour), Hannah Steele (Mary Shelton), James Laurenson (Conte di Shrewsbury), Luke Roberts (Harry Norris), Sam Alexander (Pittore).
- Ascolti UK: telespettatori 5 986 000[1]

## Entirely Beloved
- Titolo originale: Entirely Beloved
- Diretta da: Peter Kosminsky
- Scritta da: Peter Straughan

### Trama
- Altri interpreti: Luke Roberts (Harry Norris), Joss Porter (Richard Cromwell), Kerry Ingram (Alice Williamson), Izzy Lee (Jo Williamson), Mary Jo Randle (Mercy Pryor), Joel MacCormack (Thomas Wriothesley), Robert Wilfort (George Cavendish), Richard Dillane (Charles Brandon, duca di Suffolk), Enzo Cilenti (Antonio Bonvisi), Sean Buckley (Henry Pattinson), Emma Hiddleston (Meg More), Monica Dolan (Alice More), Max Fowler (Mark Smeaton), Hannah Steele (Mary Shelton), Will Keen (Thomas Cranmer), Kate Phillips (Jane Seymour), Alastair MacKenzie (William Brereton), Tim Plester (Interprete teatrale del Cardinale Wolsey), Edward Holcroft (Giorgio Bolena), Jacob Fortune-Lloyd (Francis Weston), David Robb (Sir Tommaso Bolena).
- Ascolti UK: telespettatori 4 462 000[1]

## Anna Regina
- Titolo originale: Anna Regina
- Diretta da: Peter Kosminsky
- Scritta da: Peter Straughan

### Trama
- Altri interpreti: Jonathan Aris (James Bainham), Lily Lesser (Principessa Maria), Richard Rycroft (Presidente della Camera), Benjamin Whitrow (Arcivescovo Warham), Joss Porter (Richard Cromwell), Hannah Steele (Mary Shelton), Luke Roberts (Harry Norris), Alastair MacKenzie (William Brereton), Tim Plester (Interprete teatrale del Cardinale Wolsey), Natasha Little (Liz Cromwell), Felix Scott (Francis Bryan), David Robb (Sir Tommaso Bolena), Edward Holcroft (Giorgio Bolena), Jacob Fortune-Lloyd (Francis Weston), Richard Dillane (Charles Brandon, duca di Suffolk), Aimeé-Ffion Edwards (Elizabeth Barton), Christopher Staines (Monaco), Miltos Yerolemou (Nobile francese), Ed Speleers (Edward Seymour), Jack Lowden (Thomas Wyatt), Tom Forbes (William Stafford), Ian Barritt (Vescovo parlante latino), James Greene (Sacerdote parlante latino), Rocky Marshall (Guardia della Torre di Londra), Emma Hiddleston (Meg More), Kate Phillips (Jane Seymour), Will Keen (Thomas Cranmer), Joel MacCormack (Thomas Wriothesley).
- Ascolti UK: telespettatori 4 132 000[1]

## The Devil's Spit
- Titolo originale: The Devil's Spit
- Diretta da: Peter Kosminsky
- Scritta da: Peter Straughan

### Trama
- Altri interpreti: Will Keen (Thomas Cranmer), David Robb (Sir Tommaso Bolena), Edward Holcroft (Giorgio Bolena), Hannah Steele (Mary Shelton), Kate Phillips (Jane Seymour), Max Fowler (Mark Smeaton), Aimeé-Ffion Edwards (Elizabeth Barton), Tim Steed (Lord Cancelliere Audley), Bryan Dick (Procuratore Generale Richard Riche), Louise Kimber (Alice Williamson), Richard Durden (Vescovo Fisher), Joss Porter (Richard Cromwell), Sarah Crowden (Lady Exeter), Janet Henfrey (Lady Margaret Pole), Richard Dillane (Charles Brandon, duca di Suffolk), Joel MacCormack (Thomas Wriothesley), Thomas Arnold (Hans Holbein), Monica Dolan (Alice More), Samuel Bottomley (Thomas Cromwell da giovane), Gus Barry (Tommaso Moro da giovane), Peter Hamilton Dyer (Dottor Butts), Athena Droutis (Grace Cromwell), Natasha Little (Liz Cromwell), Paul Ritter (Sir John Seymour), Ed Speleers (Edward Seymour), Iain Batchelor (Thomas Seymour), Jacob Fortune-Lloyd (Francis Weston).
- Ascolti UK: telespettatori 4 286 000[1]

## Crows
- Titolo originale: Crows
- Diretta da: Peter Kosminsky
- Scritta da: Peter Straughan

### Trama
- Altri interpreti: Paul Ritter (Sir John Seymour), Ed Speleers (Edward Seymour), Iain Batchelor (Thomas Seymour), Kate Phillips (Jane Seymour), Jacob Fortune-Lloyd (Francis Weston), Hannah Steele (Mary Shelton), Sarah Bennett (Mary), Luke Roberts (Harry Norris), Alastair MacKenzie (William Brereton), Joel MacCormack (Thomas Wriothesley), Robert Rowe (Vescovo parlante latino), Joss Porter (Richard Cromwell), Edward Holcroft (Giorgio Bolena), James Larkin (Mastro Tesoriere FitzWilliam), David Robb (Sir Tommaso Bolena), Will Keen (Thomas Cranmer), Tim Steed (Lord Cancelliere Audley), Christopher Fairbank (Walter Cromwell), Samuel Bottomley (Thomas Cromwell da giovane), Tim Plester (Interprete teatrale del Cardinale Wolsey).
- Ascolti UK: telespettatori 3 719 000[1]

## Master of Phantoms
- Titolo originale: Master of Phantoms
- Diretta da: Peter Kosminsky
- Scritta da: Peter Straughan

### Trama
- Altri interpreti: Richard Dillane (Charles Brandon, duca di Suffolk), James Larkin (Mastro Tesoriere FitzWilliam), Ed Speleers (Edward Seymour), Sarah Crowden (Lady Exeter), Nigel Cooke (Sir Nicholas Carew), Iain Batchelor (Thomas Seymour), Janet Henfrey (Lady Margaret Pole), Joss Porter (Richard Cromwell), Mary Jo Randle (Mercy Pryor), Luke Roberts (Harry Norris), Jacob Fortune-Lloyd (Francis Weston), Hannah Steele (Mary Shelton), Max Fowler (Mark Smeaton), Alastair MacKenzie (William Brereton), Joel MacCormack (Thomas Wriothesley), Tim Steed (Lord Cancelliere Audley), Will Keen (Thomas Cranmer), Tim Plester (Interprete teatrale del Cardinale Wolsey), Edward Holcroft (Giorgio Bolena), Bryan Dick (Procuratore Generale Richard Riche), Paul Clayton (Sir William Kingston), Lucy Russell (Lady Sheldon), Felix Scott (Francis Bryan), Elizabeth Conboy (Lady in gravidanza), Philippe Spall (Boia).
- Ascolti UK: telespettatori 3 739 000[1]